# Интеллектуальные активы
Интеллектуальные активы — экономические ресурсы организации, являющиеся результатом творческой, научно-исследовательский или изобретательской деятельности, обладающие искусственно созданными свойствами редкости, исключительности и способностью приносить экономические выгоды.
Исследованию отличительных особенностей интеллектуальных активов, как экономического явления посвящены работы зарубежных авторов(Ф. Махлуп, В. Леонтьев, Б. Лев, Э. Брукинг) и отечественных авторов (В. Л. Макаров, С.А.Кузубов, А. Н. Козырев, В. Л. Иноземцев, Б. Б. Леонтьев, Р. П. Булыга, Н. З. Мазур Н. Н. Илышева, И. И. Просвирина).

## Различия между материальными и интеллектуальными активами
| Критерий                  | Материальные активы                                                                                   | Интеллектуальные активы                                                                                                |
| Происхождение             | Результаты физического труда (ручного или машинного)                                                  | Результаты творческой, научно-исследовательской или изобретательской деятельности                                      |
| Теоретическая база        | Неоклассические теории и теории бухгалтерского учета                                                  | Теории постиндустриализма и теория прав собственности, недостаток эмпирических доказательств и практического внедрения |
| Механизмы ценообразования | Хорошо известные, организованные рынки;                                                               | Уникальные для каждого актива, неактивные рынки;                                                                       |
| Собственность             | Объект вещных прав, может быть в пользовании только одного/ нескольких физических или юридических лиц | Условная, может быть одновременно в пользовании у неограниченного количества лиц.                                      |
| Правовая защита           | Неограниченная                                                                                        | Ограниченная (по объёму, сроку и области действия)                                                                     |
| Отдача                    | Убывающая                                                                                             | Может быть возрастающей                                                                                                |
| Производственные затраты  | Постоянные и переменные издержки распределяются равномерно в течение жизненного цикла                 | Высокие постоянные издержки до создания рыночного продукта, издержки воспроизводства незначительные                    |
| Износ                     | Физический                                                                                            | Моральный, в некоторых случаях отсутствует                                                                             |
| Методы управления         | Контролирующие                                                                                        | Риск-ориентированные                                                                                                   |

## Критерии признания интеллектуальных активов
Для того чтобы соответствовать требованиям, предъявляемым к информации в бухгалтерском учете, дополнительно устанавливаются три критерия признания интеллектуальных активов:
1. идентифицируемость;
2. подконтрольность компании;
3. способность приносить экономические выгоды.

 Идентифицируемость. Нематериальный актив может быть идентифицирован по следующим основаниям:
- актив создан или возник в определенный (к определенному) момент(у) времени и в результате определенного события;
- актив должен иметь четкое и сжатое определение, идентифицирующее его в качестве уникального имущественного объекта;
- существование нематериального актива должно иметь некое вещественное свидетельство (регистрационный документ, лицензионный договор, чертеж, проект, схема технологических процессов, лабораторный журнал и т. п.)
- актив способен выступать самостоятельным объектом сделок;
- затраты на приобретение или создание нематериального актива могут быть оценены и отнесены на данный актив.
- организация способна определить экономические выгоды, связанные с использованием именно этого актива.

Подконтрольность означает способность компании обеспечить поступление будущих экономических выгод от использования НМА. Контроль над нематериальным активом достигается через ограничение доступа третьих лиц к указанным выгодам на основании:
1. прав, предоставляемых законом (права интеллектуальной собственности, вещные права),
2. сохранения информации в тайне (коммерческая тайна).

Способность приносить экономические выгоды реализуется путём использования НМА внутри самой организации (для производства продукции, при выполнении работ, оказании услуг либо для управленческих нужд), путём коммерческой реализации прав на НМА или путём установления барьеров входа на рынок.

## Уровни интеллектуальных активов
Используя принцип иерархичности и эмерджментные свойства ИА, в результате выделяются три уровня интеллектуальных активов:
Интеллектуальные активы I уровня включают активы, удовлетворяющие критериям признания учетных объектов в качестве нематериальных согласно российским стандартам бухгалтерского учета.
ИА I уровня выступают в качестве объекта финансового аудита нематериальных активов в рамках ежегодной аудиторской проверки ведения бухгалтерского учета и финансовой (бухгалтерской) отчетности (обязательной или добровольной) и по специальным аудиторским заданиям.
Интеллектуальные активы II уровня включают активы, признаваемые в качестве нематериальных в соответствии с положениями налогового законодательства, правилами заполнения форм государственного статистического наблюдения, международными стандартами финансовой отчетности, стандартами бухгалтерского учета других стран.
ИА II уровня являются объектом финансового аудита нематериальных активов по специальным аудиторским заданиям.
Наконец, к третьему уровню относятся интеллектуальные активы, не отвечающие общепринятым критериям признания в бухгалтерском учете и не отражаемые в финансовой отчетности, но, тем не менее, играющую существенную роль в получении экономических выгод. Такие активы мы называем интеллектуальные квази-активы (ИКА), поскольку они не отвечают одному или несколькими из требуемых критериев признания в качестве имущественного объекта (актива). Например, ИКА не могут быть переданы; отсутствуют методы оценки их стоимости; или они не подлежат правовой защите; или же у организации нет достаточного контроля над теми выгодами, которые ей дают эти активы.

### Состав объектов бухгалтерского учета и аудита интеллектуальных активов по уровням
| ИА I уровня | ИА II уровня | ИКА |
| 1. Исключительные права интеллектуальной собственности на: - произведения науки, литературы и искусства; - программы для электронных вычислительных машин (программы для ЭВМ); - базы данных; - исполнения; - фонограммы; - сообщение в эфир или по кабелю радио- или телепередач (вещание организаций эфирного или кабельного вещания); - изобретения; - полезные модели; - промышленные образцы; - селекционные достижения; - топологии интегральных микросхем; - секреты производства (ноу-хау); - фирменные наименования; - товарные знаки и знаки обслуживания; - наименования мест происхождения товаров; - коммерческие обозначения. 2. Единая технология. 3. Положительные результаты НИОКР, использующиеся для производственных и (или) управленческих нужд | 1. Неисключительные права пользования результатом интеллектуальной деятельности или средством индивидуализации по условиям лицензионного договора; 2. Коммерческая концессия (франшиза); 3. Доменные имена Интернет; | 1. Узнаваемый бренд; 2. Человеческий капитал (уникальные профессиональные знания, навыки и опыт персонала); 3. Созданные силами организации названия изданий, рубрик, статей, слоганы, базы данных и списки клиентов и аналогичные по сути объекты. |

### Объекты нематериального характера, не являющиеся интеллектуальными активами
- Лицензии на осуществление определенных видов деятельности;
- Организационные расходы;
- Деловая репутация;
- Соглашение о совместной деятельности;
- Кредитная история;
- Право на разработку месторождений;
- Право на добычу полезных ископаемых
- Право использования чужой территории для определенных целей;
- Права на распространение продукции (дистрибьюторские права);
- Право на льготное финансирование;
- Право на пользование земельными участками;
- Арендное право;
- Обязательство не участвовать в конкуренции;
- Опционы, варранты, гранты;
- Призы и награды;
- Право на определенное место на полке в магазине;
- Право кредитора вступить во владение собственностью, предложенной в качестве обеспечения
- Право на ведение дела в суде;
- Листы подписки;